# Myersina lachneri
Myersina lachneri är en fiskart som beskrevs av Douglass Fielding Hoese och Lubbock 1982. Myersina lachneri ingår i släktet Myersina och familjen smörbultsfiskar. Inga underarter finns listade i Catalogue of Life.